# Arne Karlsson (segelsport)
Arne Ernst Karlsson, född 23 mars 1936 i Örebro, är en svensk seglare som deltog i de olympiska sommarspelen 1964 och där vann silvermedalj i 5,5 meters-klassen tillsammans med Sture Stork och Lars Thörn.
Hans far, Hjalmar Karlsson, och bror, Per-Olof Karlsson, har också deltagit i de olympiska sommarspelen.